# Honda Concerto
La Honda Concerto était une automobile produite par le constructeur japonais Honda, de 1988 à 1994. Sa plate-forme était commune avec celle des modèles Rover 200 et Rover 400. La Concerto a également été fabriquée et vendue au Japon.

## Carrosserie
La Honda Concerto était proposée en carrosserie deux volumes (5 portes) ou trois volumes (4 portes).

## Motorisations
Les motorisations disponibles étaient les suivantes :
- 1,4 litre (SOHC carburateur), 88 ch DIN (65 kW)
- 1,6 litre (SOHC carburateur), 106 ch DIN (80 kW)
- 1,5 litre (SOHC injection électronique monopoint), 90 ch DIN (66 kW)
- 1,6 litre (SOHC injection électronique multipoint), 115 ch DIN (85 kW)
- 1,6 litre (DOHC injection électronique multipoint), 130 ch DIN (96 kW)
- 1,8 litre TD (turbodiesel origine PSA), commercialisé uniquement en France, en Italie et au Portugal, 88 ch DIN (65 kW)

## Transmission
La Concerto était une traction, mais elle a aussi été vendue sur le marché japonais dans une version comportant une transmission à quatre roues motrices. Elle était proposée avec une boîte manuelle à 5 vitesses, ainsi qu'une boîte automatique à 4 rapports.

## Suspension
Les modèles fabriqués au Royaume-Uni et au Japon différaient notamment au niveau de la suspension avant, qui était de type McPherson pour les modèles européens, tandis que les modèles asiatiques utilisaient une suspension à doubles triangles superposés.

## Fin de commercialisation
Honda a cessé de fabriquer la Concerto au Royaume-Uni lorsque son partenaire Rover a été racheté par BMW en 1994.

## Sources
- Article "Honda Concerto" du Wikimedia anglophone
- Revue technique automobile ROVER série 200 et 400, Éditions ETAI /  (ISBN 2-7268-5622-5)